# 1860 en Suisse
Chronologie de la Suisse
- 1856
- 1857
- 1858
- 1859
- 1860
- 1861
- 1862
- 1863
- 1864

Cette page concerne l'année 1860 du calendrier grégorien en Suisse.

## Gouvernement au1erjanvier 1860
- Conseil Fédéral:[1]
  - Friedrich Frey-Herosé (PRD), président de la Confédération
  - Melchior Josef Martin Knüsel (PRD), vice-président de la Confédération
  - Jakob Stämpfli (PRD)
  - Constant Fornerod (PRD)
  - Jonas Furrer (PRD)
  - Giovanni Battista Pioda (PRD)
  - Wilhelm Matthias Naeff (PRD)

## Évènements

### Mars
Jeudi 15 mars 
- Décès à Genève, à l’âge de 53 ans, du médecin Marc-Jacob d'Espine.

### Mai
Jeudi 3 mai 
- Décès à Genève, à l’âge de 78 ans, de Robert Céard, auteur d’un plan de lutte contre les incendies.

 Lundi 14 mai 
- Inauguration de la ligne de chemin de fer Martigny-Sion (VS), d’une longueur de 26 km.

### Juin
Dimanche 1er juillet 
- Création du Bureau fédéral de la statistique.

 Lundi 2 juillet 
- La Société suisse d’utilité publique offre la prairie du Grütli à la Confédération.

### Juillet
Samedi 14 juillet 
- Inauguration de la ligne ferroviaire Neuchâtel-Le Locle aménagée par la Compagnie du Jura industriel.

 Dimanche 15 juillet 
- Début de la Fête fédérale de gymnastique à Bâle.

### Septembre
Samedi 1er septembre 
- Inondations catastrophiques en Valais. Le Rhône rompt ses barrières entre la vallée de Conches et Martigny et transforme la plaine en lac.

 Mercredi 5 septembre 
- Début des festivités marquant les 400 ans de l’Université de Bâle.

 Samedi 29 septembre 
- Inauguration de la gare de Sion et arrivée du premier train en provenance de Lausanne.

### Octobre
Mercredi 3 octobre 
- Décès à Kensington (Angleterre), à l’âge de 80 ans, du peintre Alfred Edward Chalon.

### Décembre
Samedi 1er décembre 
- Recensement fédéral. La population de la Suisse s’élève à 2 510 494 habitants.

 Mardi 18 décembre 
- Décès à Lausanne, à l’âge de 67 ans, de l’ingénieur forestier Edmond Davall.